# Tolocănești, Soroca
Tolocănești este un sat din cadrul comunei Tătărăuca Veche din raionul Soroca, Republica Moldova.

## Istoric
A fost întemeiat ca sat răzășesc în jurul anului 1860 de țăranii din satele vecine. Primele dovezi ale populării acestui loc provin din mileniile XII-XI î.Hr. În defileul stâncos ce duce spre Nistru au fost descoperite șanțurile unor fortificații antice din pământ.

## Demografie
Conform recensământului populației din 2004, satul Tolocănești avea 81 de locuitori: 78 de moldoveni/români, 2 ruși și 1 ucrainean.